# Maria av Hohenzollern-Sigmaringen
Maria av Hohenzollern-Sigmaringen, född 1845, död 1912, var en belgisk prinsessa och salongsvärd. Hon var gift med greve Filip av Flandern och mor till kung Albert I av Belgien. 

## Biografi
Maria utbildades av en tysk guvernant. Hon gifte sig i St. Hedwigs katedral i Berlin 25 april 1867 med prins Filip av Belgien, greve av Flandern. Äktenskapet arrangerades på önskan av hennes svåger kungen av Belgien, som ville skydde Belgien mot fransk expansion genom en allians med Preussen. Marias familj hade täta band med det preussiska hovet i Berlin, och Maria och Filip blev presenterade för varandra vid det preussiska hovet i december 1866. 
Hon fick som gift titeln grevinna av Flandern. Äktenskapet beskrivs som lyckligt och paret ansågs komplettera varandra, då hon beskrivs som konstnärlig och självsäker och han som pragmatisk och tystlåten. Paret fick fem barn mellan 1869 och 1872. År 1869 avled Belgiens tronföljare, och hennes make blev då landets tronföljare. Familjen levde i sin egen bostad i Bryssel och levde vad som beskrivs som ett överdådigt liv, med stor hovpersonal, ett livligt sällskapsliv och utlandsresor.
Maria var intresserad av måleri, och ställde ut egna tavlor på konstutställning i Bryssel. Hon höll också en litterär salong, som blev en samlingspunkt för författare i Bryssel under fyrtio års tid.  De många välgörenhetsaktiviteterna kritiserades av antimonarkister som ibland refererar till grevinnan av Flandern som "Madame Sans-Gêne" eftersom, med tanke på den årliga donation som hennes man fick: ”Det är lätt att vara generös med pengar man fått av andra". 
Hennes son blev 1909 Belgiens monark.  

## Barn
- Baudouin (1869–1891) död i lunginflammation
- Henriette (1870–1948) gift med hertigen av Vendome, Emanuel av Bourbon-Orléans
- Joséphine (1872–1958) gift med Karl Anton av Hohenzollern-Sigmaringen (1868–1919)
- Albert I av Belgien (1875–1934)
- ytterligare ett barn, död i späd ålder